# Robert Martić
Robert Martić (* 11. Juli 2001) ist ein österreichisch-kroatischer Fußballspieler.

## Karriere

### Verein
Martić begann seine Karriere beim FC Wacker Tirol, der 2007 in FC Wacker Innsbruck umbenannt wurde. 2015 kam er in die AKA Tirol. Im Oktober 2017 debütierte er für die Zweitmannschaft seines Stammklubs Wacker Innsbruck in der Regionalliga, als er am 13. Spieltag der Saison 2017/18 gegen den FC Kitzbühel in der 89. Minute für Clemens Hubmann eingewechselt wurde. Zu Saisonende stieg er mit Wacker Innsbruck II in die 2. Liga auf.
Sein Debüt in der zweithöchsten Spielklasse gab er im Juli 2018, als er am ersten Spieltag der Saison 2018/19 gegen den FC Juniors OÖ in der 70. Minute für Alexander Kogler ins Spiel gebracht wurde. Im April 2019 stand er erstmals im Kader der Bundesligamannschaft von Wacker. Mit Wacker stieg er am Ende der Saison 2018/19 aus der Bundesliga ab und rückte daraufhin zur Saison 2019/20 fest in den Profikader. Insgesamt kam er für die erste Mannschaft 35 Mal zum Einsatz in der 2. Liga. Das finanziell gebeutelte Wacker konnte im April 2022 die Gehälter der Spieler nicht mehr bezahlen, woraufhin es den Spielern frei stand, den Klub zu verlassen. Martić machte von diesem Recht Gebrauch und beendete den Vertrag Anfang Mai 2022 vorzeitig.
Daraufhin wechselte er zur Saison 2022/23 zu den drittklassigen Amateuren des LASK.

### Nationalmannschaft
Im Mai 2015 debütierte Martić gegen die USA für die kroatische U-14-Mannschaft.
Im März 2017 spielte er erstmals für Österreichs U-16-Auswahl. Im Februar 2018 debütierte er gegen Georgien für die österreichische U-17-Mannschaft. Im September desselben Jahres kam er gegen Rumänien zu seinem ersten Einsatz für die U-18-Auswahl. Im Oktober 2019 debütierte er gegen Wales für die U-19-Mannschaft.